# 11 de març
L'11 de març és el setantè dia de l'any del calendari gregorià i el setanta-unè en els anys de traspàs. Queden 295 dies per a finalitzar l'any.

## Esdeveniments
Països Catalans
- 1714, Gironella, el Berguedà: els catalans ocupen el castell de Gironella que estava en poder dels borbònics durant la Guerra dels catalans.
- 1874: un incendi afecta el Teatre Principal (Olot) durant la Tercera Guerra Carlina.
- 1902, Barcelona: estrena de La pecadora, d'Àngel Guimerà, al Teatre Romea, amb la companyia del Teatre Català.
- 1911, Barcelona: S'estrena Goyescas, de Granados, al Palau de la Música Catalana.[1]
- 1984, Reus: es constitueix el Moviment de Defensa de la Terra.[2]
- 2016: La Viquipèdia en català va arribar als 500.000 articles.

Resta del món
- 1000, Gniezno, Ducat de Polònia: Otó III reconeix la independència del ducat de Polònia.
- 1496: Cristòfor Colom deixa la Hispaniola per Espanya, finalitzant el segon viatge de Colom a les Amèriques.[3]
- 1669, Catània: L'Etna comença l'erupció que destruiria bona part de Catània i causaria 20.000 morts.[4]
- 1672, s'estrena al Théâtre du Palais-Royal Les dones sàvies
- 1744, Londres: fundació de la casa de subhastes Sotheby's, dedicada als llibres; a partir de 1780 començarà a vendre també obres d'art.
- 1784, Mangalore, Karnataka, Índia: se signà el Tractat de Mangalore que va significar el final de la Segona guerra de Mysore.
- 1851, Venècia: S'estrena al teatre de La Fenice Rigoletto, de Verdi, basat en l'obra teatral Le roi s'amuse de Victor Hugo.[5]
- 1867, París, França: s'estrena l'òpera Don Carlos de Giuseppe Verdi, al Teatre Imperial de l'Òpera.
- 1985, Unió Soviètica: Mikhaïl Gorbatxov es converteix en Secretari general del Partit Comunista de la Unió Soviètica.
- 1990, Lituània: aquest país s'independitza de la Unió Soviètica.
- 2003, La Haia, Països Baixos: se celebra la sessió inaugural de la Cort Penal Internacional.[6]
- 2004, Madrid: L'atemptat d'Atocha amb una sèrie de bombes col·locades en diversos trens que s'acostaven a l'Estació de Madrid - Puerta de Atocha, hi fa 192 morts i 1.400 ferits.
- 2009, Winnenden, Alemanya: moren 16 persones, inclòs l'autor, en un tiroteig en una escola, que tot seguit continua amb una fuga per part de l'assassí, abatut per la policia en un centre comercial.[7]
- 2011, Japó: El Terratrèmol de Sendai esdevé pitjor terratrèmol de la història del Japó, de 8,9 graus de magnitud, junt amb un tsunami amb onades de fins a 10 metres devasten la costa oriental del Japó, causant milers de morts.[8]

## Naixements
Països Catalans
- 1749 – Tarragona: Bonaventura Prats, jesuïta català.
- 1879 – Sabadell: Joan Sallent i Prat, impressor català.
- 1912 – Girona: Xavier Montsalvatge i Bassols, compositor de música simfònica i crític musical
- 1927 – Barcelona: Josep Maria Subirachs i Sitjar, escultor, pintor, gravador, escenògraf i crític d'art català.[9]
- 1932 - Tàrrega: Josefina Vidal Morera, filòloga, escriptora i poeta targarina.[10]
- 1957 -
  - Barcelona: Marta Gili, llicenciada en Filosofia i Ciències de l'educació, fou directora del Jeu de Paume de París.[11]
  - Terrassa: Pere Casas Torres, compositor català (n. 2022).

- 1963 - Manacor: Bàrbara Duran Bordoy, música, musicòloga, professora i escriptora manacorina.[12]
- 1966 - Barcelona: Beatriu Ferrer-Salat, amazona catalana de doma clàssica, medallista olímpica als Jocs d'Atenes 2004.[13]
- 1972 - Palma, Mallorca: Maria-Magdalena Brotons i Capó, doctora en història de l'art i professora de la UIB, experta en cinema.[14]
- 1981 – Cassà de la Selva: Laia Cañigueral i Olivé, sociòloga i política catalana.[15]
- 1989 - Castellar de n'Hug, Berguedà: Naila Jornet i Burgada, fisioterapeuta i esquiadora de muntanya catalana.[16]

Resta del món
- 1694, Londres: Elizabeth Tollet, poeta matemàtica i erudita britànica (m. 1754).[17]
- 1726, Valenciennes: Louise d'Épinay, escriptora i salonnière, exemple de l'expansió noble dels drets de les dones durant el segle xviii.[18]
- 1825, Praga, Imperi Austrohongarès: Karl Wehle, pianista i compositor txec.
- 1876, Marion, Massachusetts (EUA): Carl Ruggles, fou un compositor estatunicenc. (m. 1971)[19]
- 1886, Łapszyn (Polònia):Edward Smigly-Rydz polític, militar, pintor i poeta polonès, comandant en Cap de l'exèrcit polonès durant la Campanya de Polònia el 1939. (m. 1941).[20]
- 1887, Nova York, Estats Units: Raoul Walsh, director de cinema estatunidenc (m. 1980).[21]
- 1890, Everett (Massachusetts): Vannevar Bush, teòric de la informació, creador del Memex, precursor del World Wide Web (m. 1974).[22]
- 1897, Menlo Park, Califòrnia (EUA): Henry Dixon Cowell, compositor estatunidenc (m. 1965).[19]
- 1898, Dayton, Ohio: Dorothy Gish, una de les grans estrelles del cinema mut (m. 1968).[23]
- 1907, Sant Petersburg: Lídia Txukóvskaia, editora, escriptora, poetessa, assagista i dissident soviètica (m. 1996).
- 1914, Madrid: Álvaro del Portillo, bisbe catòlic (m. 1994).
- 1916, Huddersfield, West Yorkshire, Regne Unit): Harold Wilson, polític anglès, Primer Ministre del Regne Unit (1964-70 i 1974-76)(m. 1995)[20]
- 1920, Dordrecht, Països Baixos: Nicolaas Bloembergen, físic nord-americà d'origen neerlandès, Premi Nobel de Física de l'any 1981.[24]
- 1921, Mar del Plata, Argentina: Ástor Piazzolla, bandoneonista i compositor argentí (m. 1992)[19]
- 1922, Madrid: José Luis López Vázquez, actor espanyol.
- 1925, Filadèlfia, Estats Units: Margaret Oakley Dayhoff, fisicoquímica pionera en el camp de la bioinformática (m. 1983).[25]
- 1932, Hatting, Horsens, Dinamarca: Bodil Kjær, arquitecta, dissenyadora de mobles danesa, figura rellevant del disseny del segle xx.[26]
- 1936, Gelsenkirchen, Alemanya): Harald zur Hausen, metge alemany, Premi Nobel de Medicina o Fisiologia de l'any 2008.[27]
- 1947, Le Havre (França): Tristan Murail, compositor francès, deixeble d'Olivier Messiaen, un dels màxims representants de la música espectral o espectralisme.[19]
- 1949, 
  - Almeria: Pina López-Gay, historiadora i dirigent política i sindical espanyola.[28]
  - Bloemfontein, Sud-àfrica: Griselda Pollock, historiadora de l'art britànica feminista.[29]
- 1950, Nova York, EUA: Bobby McFerrin, músic i compositor del tema Don't worry, be happy.[30]
- 1951, 
  - Berlín Est, RDA: Nina Hagen, cantant alemanya, famosa per la seva barreja d'estil punk i cant operístic.[31]
  - París, Dominique Sanda, actriu francesa.
  - Valladolidː María Bolaños Atienza, historiadora de l'art, directora del Museo Nacional de Escultura de Valladolid.[32]
- 1952, Cambridge, Anglaterra: Douglas Adams, escriptor anglès (m. 2001).
- 1964, Vesanto: Leena Lehtolainen, escriptora finlandesa de novel·la detectivesca.[33]
- 1967, 
  - Rio de Janeiro: Suzy Rêgo, actriu brasilera.
  - Comesaña-Vigo: Helena González Fernández, professora de literatura gallega i directora del Centre Dona i Literatura (UB).
- 1978: Berkeley, Califòrnia: Christopher Rice, novel·lista estatunidenc.[34]
- 1988:
  - Le Mans, Sarthe: Steve Pinau, futbolista francès.
  - Caracas, Veneçuela: Canserbero, raper, cantant, compositor i activista social veneçolà.

## Necrològiques
Països Catalans
- 1092 - Gerb, la Noguera: Ermengol IV el de Gerb, comte d'Urgell, conqueridor de la conca de Sió i del Pla d'Urgell.
- 1931 - Sabadell, Vallès Occidental: Josep Renom i Costa, arquitecte.
- 1942 - Barcelona: Enric Morera i Viura, compositor català (n. 1865).[35]
- 1949 - Barcelona: Joan Lamote de Grignon i Bocquet, pianista, compositor i director d'orquestra (n. 1872).[35]
- 1983 - Sant Antoni de Calonge: Teresina Boronat, ballarina, coreògrafa i professora de dansa clàssica (n. 1904).[36]
- 1999 - Barcelona: Josep Tremoleda i Roca, escriptor i promotor cultural català, un dels principals fundadors de la revista Cavall Fort (n. 1932).[37]
- 2001:
  - Barcelona: Eugenio, humorista català.
  - Palma, Illes Balears: Pere Quetglas Ferrer "Xam", artista.
- 2023 - Antoni Serra i Bauçà, escriptor, crític literari i periodista mallorquí (n. 1936).

Resta del món
- 222, Roma: Elagàbal, l'Emperador romà és assassinat junt amb la seva mare per la seva guàrdia pretoriana, durant la rebel·lió. Els seus cossos mutilats són passejats pels carrers de Roma abans de ser llençats al riu Tíber.
- 1514, Roma, Estats Pontificis: Donato Bramante, arquitecte de la basílica de Sant Pere.(n. 1444)[38]
- 1916, Newton Abbot (Devon, Regne Unit)ː Florence Baker, exploradora britànica (n. 1841).[39]
- 1931, Santa Bàrbara, Califòrnia, EUA: F. W. Murnau, director de cinema alemany (42 anys).[40]
- 1944, Nova York, EUA: Irvin Shrewsbury Cobb, escriptor i humorista nord-americà (62 anys).[41]
- 1955, Londres, Regne Unit: Alexander Fleming, descobridor de la penicil·lina i Premi Nobel de Medicina l'any 1944.[42]
- 1963, Johannesburg: Rhoda Rennie, nedadora sud-africana que va competir durant els anys vint (n. 1909).[43]
- 1967, Ridgefield, Connecticut, EUA: Geraldine Farrar, soprano i actriu estatunidenca (85 anys).[44]
- 1969, Londres, Anglaterra: John Wyndham, escriptor anglès (65 anys).[45]
- 1971, 
  - Ginebra, Suïssa: Mina Audemars, institutriu i pedagoga suïssa.[46]
  - El Caire, Egipte: Walter Bryan Emery, egiptòleg anglès (n. 1903).[47]
- 1980, Mar del Plata, Argentina): Julio de Caro, director d'orquestra i arranjador musical argentí (80 anys).
- 1990, Madrid, Espanya: Alfonso Sánchez Portela, fotògraf espanyol.
- 1992, Los Angeles, Califòrnia,(EUA): Richard Brooks, guionista i director de cinema nord-americà. (n. 1912).[40]
- 2003, Viena: Ludwig Streicher, contrabaixista austríac, principal contrabaix de l'Orquestra Filharmònica de Viena (n. 1920).[48]
- 2006, La Haia, Països Baixos: Slobodan Milošević, polític serbi, president de Iugoslàvia.
- 2008, Vitòria, País Basc: Iñaki Pérez Beotegi «Wilson», guerriller basc, militant d'ETA.
- 2015, Madrid, Espanya: Trifón Cañamares García, polític espanyol, militant del PCE.

## Festes i commemoracions
- Dia Europeu de les Víctimes del Terrorisme
- Santoral:
  - Sant Constantí de Britànnia, rei llegendari;
  - Sant Eulogi de Còrdova, prevere i màrtir (859);
  - Santa Alberta d'Agen, màrtir;
  - Santes Àurea de San Millán i Amúnia de San Millán, eremites;
  - Sant Pere l'Hispànic, eremita;
  - Sant Sofroni de Jerusalem, monjo;
  - Sant Vicenç de Lleó, abat màrtir (630).